# Uncle Meat
Uncle Meat ist ein Album von Frank Zappas Band The Mothers of Invention. Es erschien 1969 als Vinyl-Doppel-LP auf dem Bizarre-Label und kann sowohl dem Progressive-Rock-Genre als auch dem aufkommenden Jazzrock zugerechnet werden. Veröffentlicht wurde es als vorgeblicher Soundtrack eines gleichnamigen Films, der allerdings noch gar nicht existierte. Erst 1987 erschien ein Video mit diesem Titel, laut Internet Movie Database eine Dokumentation über einen unvollendeten Film.

## Personal

### Besetzung
- Frank Zappa – E-Gitarre, Perkussion, Gesang
- Jimmy Carl Black – Perkussion, Schlagzeug
- Ray Collins – Gesang
- Aynsley Dunbar – Schlagzeug
- Roy Estrada – E-Bass, Gesang
- Bunk Gardner – Klarinetten, Flöten, Saxophone
- Ruth Komanoff – Marimbaphon, Vibraphon
- Billy Mundi – Schlagzeug
- Don Preston – E-Piano
- Jim „Motorhead“ Sherwood – Tenorsaxophon, Tamburin, Gesang
- Art Tripp – Perkussion, Chimes, Schlagzeug, Marimbaphon, Xylophon, Bells, Timpani, Vibraphon, Holzblock
- Ian Underwood – Klarinette, Flöte, Klavier, Celeste, Harpsichord, Saxophone, Holzblasinstrumente, E-Orgel
- Nelcy Walker – Sopran-Gesang
- Pamela Zarubica als Suzy Creamcheese

### Produktion
- Produzent: Frank Zappa
- Tontechniker: Richard Kunc, Jerry Hansen
- Coverdesign: Cal Schenkel

## Musik
Uncle Meat ist das sechste Album der Mothers of Invention. Das Album zeigt eine Weiterentwicklung von Zappas Musik in Richtung Jazz und Kunstmusik – wie Zappa sie sah. Es enthält außerdem halb karikierende, halb huldigende Elemente von Doo Wop, Blues und Rock ’n’ Roll sowie Sound-Bruchstücke aus dem Film. Das Album wird zusammengehalten von träumerischen Melodien, Stream-of-Consciousness-Texten (oft über Orte und Vorkommnisse aus dem damaligen Teenageralltag in den Vororten von Los Angeles) und filmmusikartigen Themen mit an vielen Stellen wiederkehrenden Variationen und Wiederholungen. Das sechsteilige Stück „King Kong“ ähnelt mit seinen Jazz-Improvisationen Zappas Folge-Album Hot Rats, auf dem mit „Son of Mr. Green Genes“ auch das Thema des Uncle Meat-Stückes „Mr. Green Genes“ wiederaufgenommen wird.

### Kritikerstimmen
„Es ist aufregend zu hören, wie einer der kreativ fruchtbarsten Geister des Rock ruhelos in neues Gebiet vordrängt, auch wenn er nicht immer genau weiß, wo es hingeht. … Obwohl manche die schadenfrohe Satire Zappas vorhergehender Arbeit mit den Mothers vermissen mögen, macht ‚Uncle Meats‘ ununterbrochener Überfluss an musikalischen Ideen es zu einem seiner faszinierendsten Werke.“

„Meisterwerks-Alarm!“

## CD-Version
1987 wurde Uncle Meat als Doppel-CD veröffentlicht, die zusätzliches Material enthält:
- ein neues Stück Tengo Na Minchia Tanta (sizilianisch für „Ich habe einen großen Penis“) auf Italienisch gesungen von Massimo Bassoli[5]
- etwa 40 Minuten Ton aus dem Film.

Diese Zusätze werden von Fans und Kritikern zum Teil nicht gern gesehen und als „penalty tracks“ (Straf-Titel) bezeichnet, denn Tengo Na Minchia Tanta entstammt einer gänzlich verschiedenen Periode in Zappas Werdegang, und die Film-Tonausschnitte werden als überflüssig angesehen. Außerdem wurde durch den großen Mehrumfang die Veröffentlichung als Doppel-CD erforderlich. Das zusätzliche Material wurde zwischen dem letzten Stück von Seite 3 der ursprünglichen LP und dem ersten Stück von LP-Seite 4 eingefügt.

## Titelliste
Alle Titel wurden komponiert von Frank Zappa, soweit nicht anders erwähnt (*).

### Schallplatte

#### Seite 1
1. Uncle Meat: Main Title Theme – 1:56
2. The Voice of Cheese – 0:26
3. Nine Types of Industrial Pollution – 6:00
4. Zolar Czakl – 0:54
5. Dog Breath, in the Year of the Plague – 3:59
6. The Legend of the Golden Arches – 3:28
7. Louie Louie (At the Royal Albert Hall in London) (* Richard Berry) – 2:19
8. The Dog Breath Variations – 1:48

#### Seite 2
1. Sleeping in a Jar – 0:50
2. Our Bizarre Relationship – 1:05
3. The Uncle Meat Variations – 4:46
4. Electric Aunt Jemima – 1:46
5. Prelude to King Kong – 3:38
6. God Bless America (* Irving Berlin) – 1:10
7. A Pound for a Brown on the Bus – 1:29
8. Ian Underwood Whips It Out – 5:05

#### Seite 3
1. Mr. Green Genes – 3:14
2. We Can Shoot You – 2:03
3. If We’d All Been Living in California … – 1:14
4. The Air – 2:57
5. Project X – 4:48
6. Cruisin’ for Burgers – 2:18

#### Seite 4
1. King Kong Itself (as played by the Mothers in a studio) – 0:49
2. King Kong II (its magnificence as interpreted by Dom DeWild) – 1:21
3. King Kong III (as Motorhead explains it) – 1:44
4. King Kong IV (the Gardner Varieties) – 6:17
5. King Kong V (as played by 3 deranged Good Humor Trucks) – 0:34
6. King Kong VI (live on a flat bed diesel in the middle of a race track at a Miami Pop Festival … the Underwood ramifications) – 7:24

### CD

#### CD 1
1. Uncle Meat: Main Title Theme – 1:56
2. The Voice of Cheese – 0:26
3. Nine Types of Industrial Pollution – 6:00
4. Zolar Czakl – 0:54
5. Dog Breath, in the Year of the Plague – 3:59
6. The Legend of the Golden Arches – 3:28
7. Louie Louie (At the Royal Albert Hall in London) (* Richard Berry) – 2:19
8. The Dog Breath Variations – 1:48
9. Sleeping in a Jar – 0:50
10. Our Bizarre Relationship – 1:05
11. The Uncle Meat Variations – 4:46
12. Electric Aunt Jemima – 1:46
13. Prelude to King Kong – 3:38
14. God Bless America (* Irving Berlin) – 1:10
15. A Pound for a Brown on the Bus – 1:29
16. Ian Underwood Whips It Out – 5:05
17. Mr. Green Genes – 3:14
18. We Can Shoot You – 2:03
19. If We’d All Been Living in California … – 1:14
20. The Air – 2:57
21. Project X – 4:48
22. Cruisin' for Burgers – 2:18

#### CD 2
1. Uncle Meat Film Excerpt, Pt. 1 – 37:34
2. Tengo Na Minchia Tanta – 3:46
3. Uncle Meat Film Excerpt, Pt. 2 – 3:50
4. King Kong Itself (as played by the Mothers in a studio) – 0:49
5. King Kong II (its magnificence as interpreted by Dom DeWild) – 1:21
6. King Kong III (as Motorhead explains it) – 1:44
7. King Kong IV (the Gardner Varieties) – 6:17
8. King Kong V (as played by 3 deranged Good Humor Trucks) – 0:34
9. King Kong VI (live on a flat bed diesel in the middle of a race track at a Miami Pop Festival … the Underwood ramifications) – 7:24